# Heracleum yungningense
Heracleum yungningense là một loài thực vật có hoa trong họ Hoa tán. Loài này được Hand.-Mazz. mô tả khoa học đầu tiên năm 1933.